# リサと一緒に大陸横断 〜A列車で行こう〜
『リサと一緒に大陸横断〜A列車で行こう〜』は、アイディアファクトリーより2006年6月22日に発売されたPlayStation Portable用ゲームソフト。

## 概要
本作は、アートディンクが発売している都市開発シミュレーション「A列車で行こうシリーズ」のスピンオフ作品。鉄道会社の経営を中心に都市を開発していく従来のテイストを踏まえながらも、経営シミュレーションゲームのゲームシステムではなく、各マップごとに設定されたクリア目標を達成する面クリア型のライトユーザー向けゲームにアレンジしてある。
リアルテイストであった従来のシリーズ作品と異なり、ビジュアル面においていわゆる萌え絵グラフィックを採用している。キャラクターデザインにはイラストレーターのヤスを起用。またバックグラウンドとなるストーリーも設定されている。
シリーズにあった｢子会社の経営｣や｢ダイヤ設定｣は無くなり、見た目は大幅にアレンジされ難易度も調整されているものの、クリア目標を達成する為に鉄道を発展させると言う概念はPC版の初代A列車に近いシステムであり、鉄道を引き、駅周辺からの街の発展を主にしている部分等は、既存のシリーズとほぼ同じである。なお、トップビューからの2Dマップ画面や操作感は『A列車で行こう5』の家庭用版のそれに近い。
本作は1999年発売の『A列車で行こうZ』のリメイク版であるとされており、登場人物や舞台名称等も『Z』と同様の物になっている。なお、今回はアートディンクよりライセンスIPの許諾を受けてアイディアファクトリーが企画・製作したという経緯を持ち、正規のA列車シリーズではなく関連タイトルという位置付けとなっている。

## システム
列車の種類は「客車」と「貨物車」の2種類で、ステージ数は3種。
ゲームの目標は大陸横断鉄道を建設することであるが、ステージ毎に『人口の増加』等のクリア目標が設定されており、ステージに設定されたそれらのクリア基準を満たしつつ線路を引いていく作業が主になる。
「駅の建設」「線路の敷設」「運行」「資材の確保」のコマンドを操作して、初期設定時の配置してある街と街を線路で結んでゆく。すると、駅周辺から徐々に町が発展してゆき、結果クリア目標を満たしていくという流れである。

## ストーリー
主人公（プレイヤー）は父の元秘書から「亡きお父様の夢を叶えてあげてほしい」と経営を告ぐよう頼まれる。父が夢見ていた大陸横断鉄道を実現するため、主人公は「鉄道王」の名を継ぎ事業を開始する。

## キャラクター
リサ・マクラグレン
プレーヤーの会社であるアトランティック鉄道の秘書。経営アドバイス担当。
カール・バフロフスキー
同社鉄道技師。現場の状況報告を担当。美少年技師。
パトリック・リーツマン
銀行家。アトランティック鉄道の投資者であり、先代社長の友人。
アンダーソン
ライバル会社として設定されているパシフィック鉄道の社長。